# Деревня Хаккапелиитта
Деревня Хаккапелиитта (Hakkapeliitta Village, Хаккапелиитта Вилладж) — микрорайон Всеволожска, построен для своих сотрудников компанией Nokian Tyres.

## География
Высота центра микрорайона — 42 м.

### Географическое положение
Находится в северной части города на 11 километре Дороги жизни (автодорога 41К-064), на территории ограниченной с запада микрорайоном Румболово, с севера микрорайоном Сельхозтехникум, с востока и юга неиспользуемой зоной застройки малоэтажными жилыми домами (полем).
| Ближайшие микрорайоны         | Ближайшие микрорайоны  | Ближайшие микрорайоны          |
| ----------------------------- | ---------------------- | ------------------------------ |
| Северо-запад: Сельхозтехникум | Север: Сельхозтехникум | Северо-восток: Сельхозтехникум |
| Запад: Румболово              |                        | Восток:                        |
| Юго-запад: Румболово          | Юг:                    | Юго-восток:                    |

### Улицы
проезд Берёзовая Роща, Кленовая Роща, Рябиновая Роща, Шинников

## История
До революции на месте современного микрорайона находился постоялый двор.
Один из самых молодых микрорайонов города.
Завод Nokian Tyres был открыт во Всеволожске в 2005 году.
Строительные работы по возведению жилья для работников завода начались в декабре 2007 года, по проекту, разработанному финским архитектором Юккой Тикканеном.
Под строительство был выделен участок размером 4,5 га.
21 октября 2009 года состоялось торжественное открытие первой очереди жилого комплекса Hakkapeliitta Village.
В четырёх пятиэтажных домах было построено 167 квартир, общая площадь жилья — 10 300 м².
15 октября 2013 год была сдана вторая очередь. Во второй очереди комплекса построены три семиэтажных дома на 176 квартир. Всего в комплексе проживает 271 семья сотрудников завода Nokian Tyres.
Всего Hakkapeliitta Village включает в себя семь домов. В эксплуатацию квартиры сдаются с полной отделкой. В строительстве использован монолитный железобетонный каркас.
Hakkapeliitta Village находится на огороженной и благоустроенной территории в окружении зелёной зоны, имеет собственную котельную, собственную трансформаторную подстанцию, систему безопасности и видеонаблюдения, уличное освещение, детскую и спортивную площадки, парковочные места для каждой квартиры.

## Социальная значимость
Доцент Сибирского государственного университета науки и технологий им. акад. М. Ф. Решетнева к.э.н. А. К. Владыко отмечает, что на примере компании Nokian Tyres можно проследить, что такое социальная ответственность. У работников завода есть возможность купить квартиру в этом комплексе в ипотеку под 7,3 % годовых — таких условий не предоставляет ни один банк. При возведении комплекса соблюдены все градостроительные и экологические нормы, работает детский сад. Несомненно, внедрение корпоративной социальной ответственности несёт положительные результаты организации, реализующей данную стратегию развития. Они могут быть достигнуты за счет улучшения производственных условий, организации социальной инфраструктуры, эффективного использования природных ресурсов, растущего внимания потребителей и инвесторов. 
Эксперт РАН  профессор НовГУ Р. А. Тимофеева, анализируя демографические проблемы, приходит к выводу, что важнейшим фактором, препятствующим решению демографических проблем в регионах России является дефицит жилья, а примерным решением вопроса является социальная жилищная программа Nokian Tyres в городе Всеволожске, «нацеленная на поощрение своих сотрудников за добросовестный труд, установление с ними долгосрочных трудовых отношений и их поддержку в решении жилищного вопроса».

## Фото

Микрорайон Hakkapeliitta Village. 2010 г. 1-я очередь.

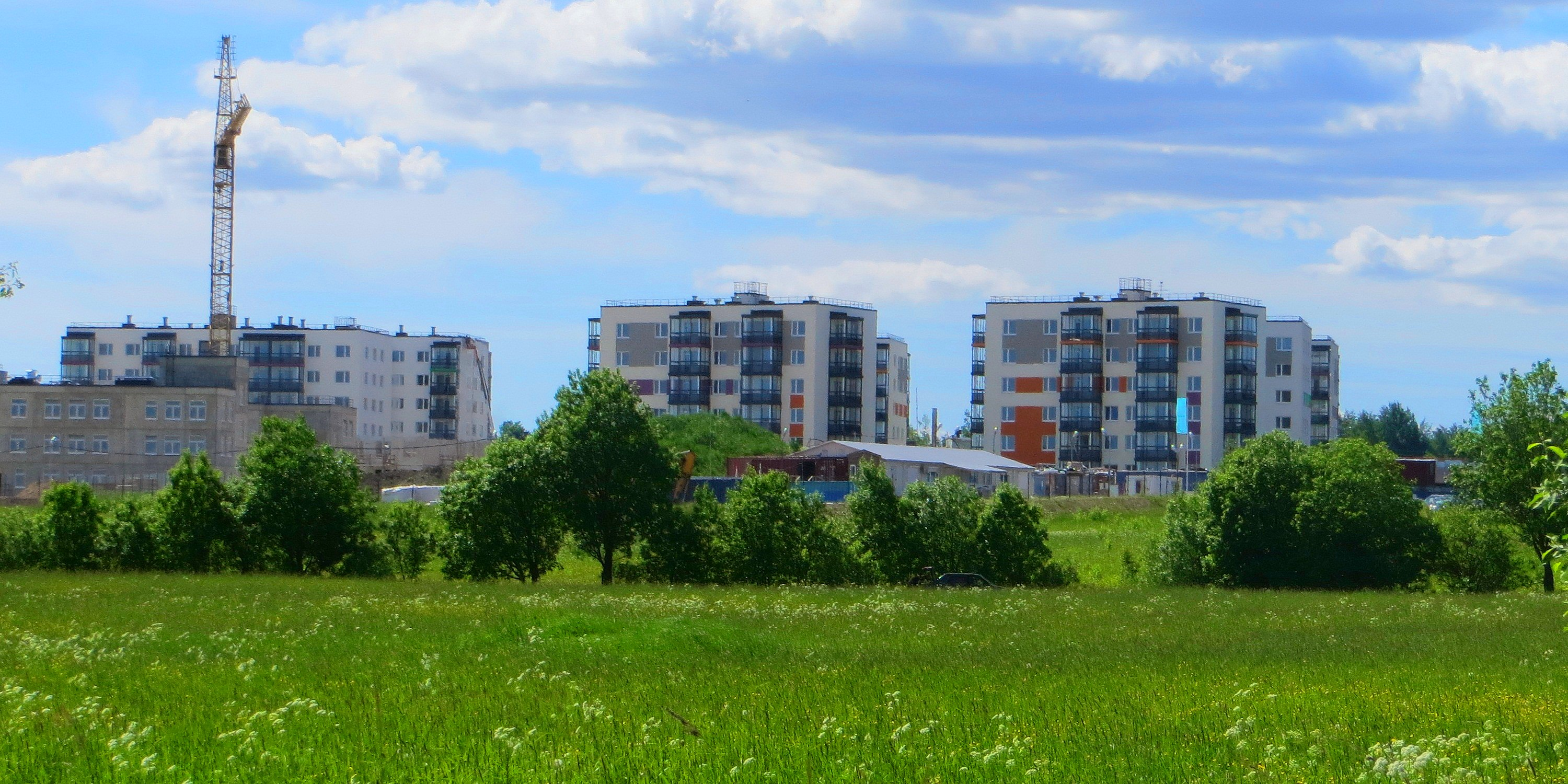
Жилой комплекс Gröna Lund. 2016 г.